# Terminator Zero
Terminator Zero (originalment coneguda com a Terminator: The Anime Series) és una sèrie d'anime d'acció i de ciència-ficció desenvolupada per Mattson Tomlin i ambientada a l'univers Terminator. La sèrie de vuit capítols va ser produïda per a Netflix per l'estudi d'animació Production IG i Skydance Television amb la direcció de Masashi Kudō.
Es va estrenar el 29 d'agost de 2024 a Netflix amb subtítols en català.

## Premissa
Al Japó, en Malcolm Lee ha estat desenvolupant un altre sistema d'IA que pretén competir amb Skynet. A mesura que s'acosta el Dia del Judici, l'any 1997, Lee es veu a si mateix i als seus tres fills perseguits per un robot assassí desconegut, i un misteriós soldat de l'any 2022 ha estat enviat per protegir-lo.

## Producció
El febrer de 2021, per primera vegada, es va anunciar una sèrie d'anime ambientada a l'univers Terminator. L'anime va ser produït per a Netflix per l'estudi d'animació Production IG i Skydance Television, procedent del productor creador Mattson Tomlin i del director Masashi Kudō. La sèrie va continuar expandint-se amb el títol provisional Terminator: The Anime Series tal com va revelar Netflix a la seva Geeked Week de 2023 quan va anunciar la premissa de seguir nous personatges l'any 1997.
Tomlin va afirmar que la sèrie tractaria totes les pel·lícules anteriors com a cànon, i Production IG va demanar que tingués algun tipus de component japonès. La decisió va ser ambientar la història al Japó, que aleshores va impedir l'ús de pistoles com a armament a la sèrie.

### Càsting
El juny de 2024, es va anunciar que Timothy Olyphant posaria la veu en anglès a Terminator per a la sèrie.